# 신창석
신창석(1964년 ~ )은 대한민국의 KBS 드라마본부의 프로듀서이다.

## 경력
- KBS 드라마본부 프로듀서

## 방송
- 2000년 KBS2 드라마시티 《누가 백만장자와 결혼할 것인가》 ... 연출
- 2000년 KBS2 드라마시티 《숨비소리》 ... 연출
- 2000년 ~ 2001년 KBS2 주말연속극 《태양은 가득히》 ... 공동연출
- 2001년 KBS2 수목드라마 《명성황후》 ... 공동연출
- 2003년 ~ 2004년 KBS1 대하드라마 《무인시대》 ... 공동연출
- 2005년 ~ 2006년 KBS2 수목 대기획 드라마 《황금사과》 ... 연출
- 2007년 KBS1 전원 드라마 《산 너머 남촌에는》 ... 공동연출
- 2009년 KBS2 대하 드라마 《천추태후》 ... 공동연출
- 2010년 KBS1 5부작 특별기획 드라마 《자유인 이회영》 ... 연출
- 2010년 ~ 2011년 KBS2 수목 미니시리즈 《프레지던트》 ... 기획
- 2012년 KBS1 대하드라마 《대왕의 꿈》 ... 공동연출
- 2014년 KBS2 TV소설 《일편단심 민들레》 ... 연출
- 2016년 KBS2 저녁 일일연속극 《여자의 비밀》 ... 연출
- 2017년 KBS2 TV소설 《꽃 피어라 달순아!》 ... 연출
- 2018년 KBS2 저녁 일일연속극 《끝까지 사랑》 ... 연출
- 2020년 KBS2 저녁 일일연속극 《비밀의 남자》 ... 연출
- 2021년 ~ 2022년 KBS2 주말연속극 《신사와 아가씨》 ... 연출
- 2023년 KBS2 저녁 일일연속극 《비밀의 여자》 ... 연출
- 2025년 KBS2 저녁 일일연속극 《비밀의 남녀》 : 2025년 9월 15일 ~ 예정